# ファーストファイナンス
ファーストファイナンス株式会社は東京にあったリクルートグループ系列の金融会社である。

## 概要
1977年に設立され、不動産担保の金融を主に行っていた。一時は東京都千代田区の本店以外にも東京の新宿や大阪府内の大阪など計5つの支店をもって金融を行っており、相当な融資残高の会社となった。しかしバブル経済崩壊で多くの不良債権が出てきたため、親会社であるリクルートの支援を受けながら金融情報『あるじゃん』の発行や不良債権の回収などを行っていたが、2006年の株主総会を以て解散手続きが開始され、翌2007年に完了した。
1988年のリクルート事件では前代表取締役社長が贈賄の容疑で逮捕・起訴され、懲役1年・執行猶予2年の有罪判決を受けた。